# George Strother Gaines

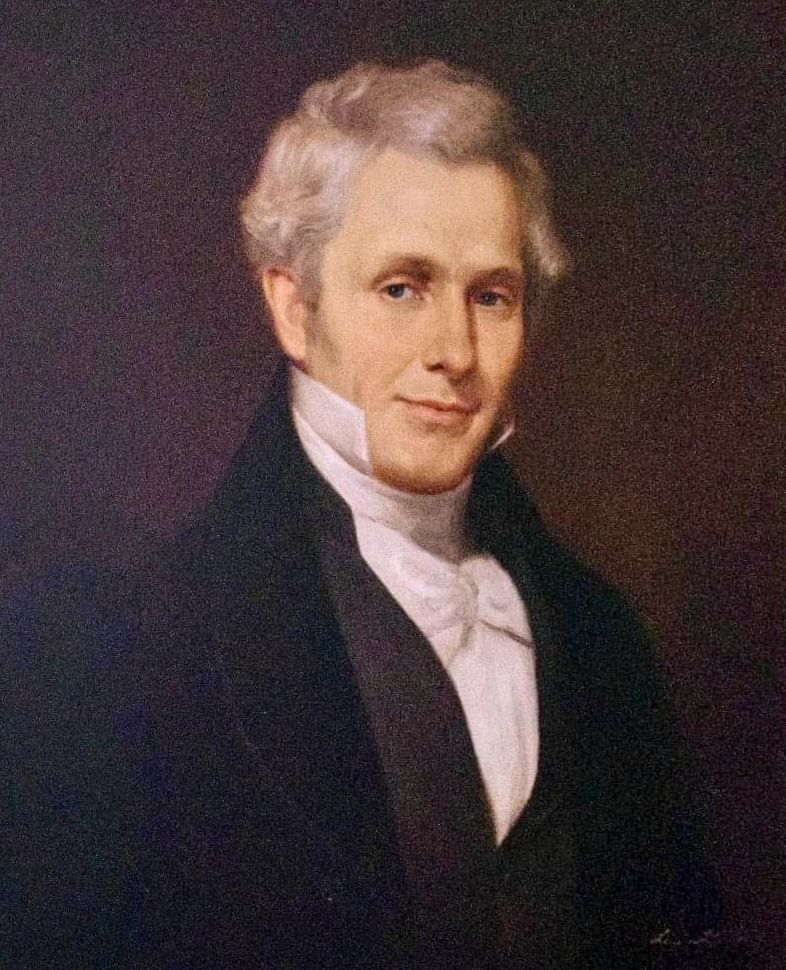
George Strother Gaines

George Strother Gaines (* 1. Mai 1784 im Stokes County, North Carolina; † 21. Januar 1873 in Peachwood, Mississippi) war ein US-amerikanischer Staatsmann, Bankier, Senator und Indianeragent. Er spielte bei der Entwicklung der Bundesstaaten Alabama und Mississippi eine wichtige Rolle, arbeitete als Lobbyist für die Ausdehnung der nordamerikanischen Eisenbahnen und leitete die Umsiedlung des indianischen Volkes der Choctaw in das heutige Oklahoma.

## Herkunft und Beauftragung als Indianeragent
Gaines wurde am 1. Mai 1784 im Surry County, das später zu Stokes County umbenannt wurde, als elftes von dreizehn Kindern von Captain James Gaines und Elisabeth Strother geboren. Seine Eltern stammten beide aus prominenten Familien aus Virginia, einer seiner Brüder, Edmund Pendleton Gaines wurde später Generalmajor in der US Army.
1804 wurde Gaines als stellvertretender Handelsagent der Bundesregierung im Choctaw Trading House, dem amerikanischen Handelsposten im Gebiet der Choctaw in St. Stephens im Mississippi-Territorium, berufen. Heute gehört das Gebiet zum Washington County, Alabama. Als sein Vorgesetzter 1806 von seinem Posten zurücktrat, übernahm Gaines die Aufgabe als Bundesagent. Er unterhielt ein gutes Verhältnis mit den Indianern, insbesondere mit den Choctaw, und wurde von den Siedlern am Unterlauf der Flüsse Tombigbee und Tensaw respektiert.
Gaines heiratete 1812 seine Cousine Ann Gaines, mit der er neun Kinder bekam, von denen nur acht das Erwachsenenalter erreichten. Im aufkeimenden Konflikt über die Landbesitzverhältnisse im Mississippi-Territorium vermittelte er zwischen Indianern und Siedlern. Gaines überzeugte die Choctaw und Chickasaw, die Siedler bei der Verteidigung der Orte am Tombigbee und Tensaw River zu unterstützen, die nach der Zerstörung von Fort Mims 1813 durch die Muskogee (Creek) während des Creek-Kriegs schutzlos waren. Er unterstützte die Choctaw und Chickasaw dabei, eine Allianz zu gründen, und motivierte Freiwillige aus den Reihen der Choctaw, gegen die Muskogee während des Creek-Krieges von 1813 bis 1814 zu kämpfen.

## Vertragsverhandlungen und Indianerumsiedlung
Unter seiner Ägide wurde am 24. Oktober 1816 der Vertrag von Fort Confederation von den Choctaw unterzeichnet. Mit diesem Vertrag gaben sie ihre Stammesgebiete östlich des Tombigbee River auf, die heute die Countys Hale und Marengo bilden. Gaines legte im August 1818 das Amt des Indianeragents im Choctaw Trading House nieder, um in der neugegründeten Tombeckbee Bank in St. Stephens eine neue Aufgabe zu übernehmen. Die Folgen der Finanzkrise im Jahre 1819 zwangen ihn, die Tätigkeit 1822 aufzugeben. Er erwarb gemeinsam mit einem Partner das Choctaw Trading House von der Bundesregierung, 1825 wurde er für die Countys Marengo and Clarke in den Senat von Alabama gewählt.
Im Spätsommer 1830 wurde Gaines mit der Versorgung von mehreren Tausend Choctaw beauftragt, die zu einer Ratsversammlung am Dancing Rabbit Creek unweit Macon in Mississippi erwartet wurden. Bei dieser Versammlung wurde am 27. September 1830 der Vertrag von Dancing Rabbit Creek unterzeichnet, mit dem die Choctaw ihre Landansprüche an die Bundesregierung abtraten. Nach der Unterzeichnung organisierte Gaines eine Expedition der Choctaw ins Indianer-Territorium, um neue Siedlungsgebiete für das Volk zu finden. Anschließend wurde er im März 1831 dazu beauftragt, die Choctaw umzusiedeln. Er führte etwa 6000 Choctaw im Rahmen der Indianer-Umsiedlung über den sogenannten Pfad der Tränen nach Westen, wo sie etwa im März 1832 eintrafen.
Gaines ging davon aus, dass er weiterhin als Beauftragter für die indianischen Umsiedlungen arbeiten sollte; jedoch wurde ihm von der Regierung mitgeteilt, dass die Aufgabe zukünftig durch Militärpersonal erledigt werden sollte. Die durch Gaines durchgeführten Umsiedlungen kosteten die Regierung etwa dreimal mehr als ursprünglich geplant und wurden durch das Kriegsministerium als Misserfolg beurteilt. Gaines hingegen betrachtete die Umsiedlung als Erfolg, da nur verhältnismäßig wenige Choctaw während der Umsiedlung ums Leben gekommen waren.

## Wirtschaftlicher Erfolg und Lobbyismus

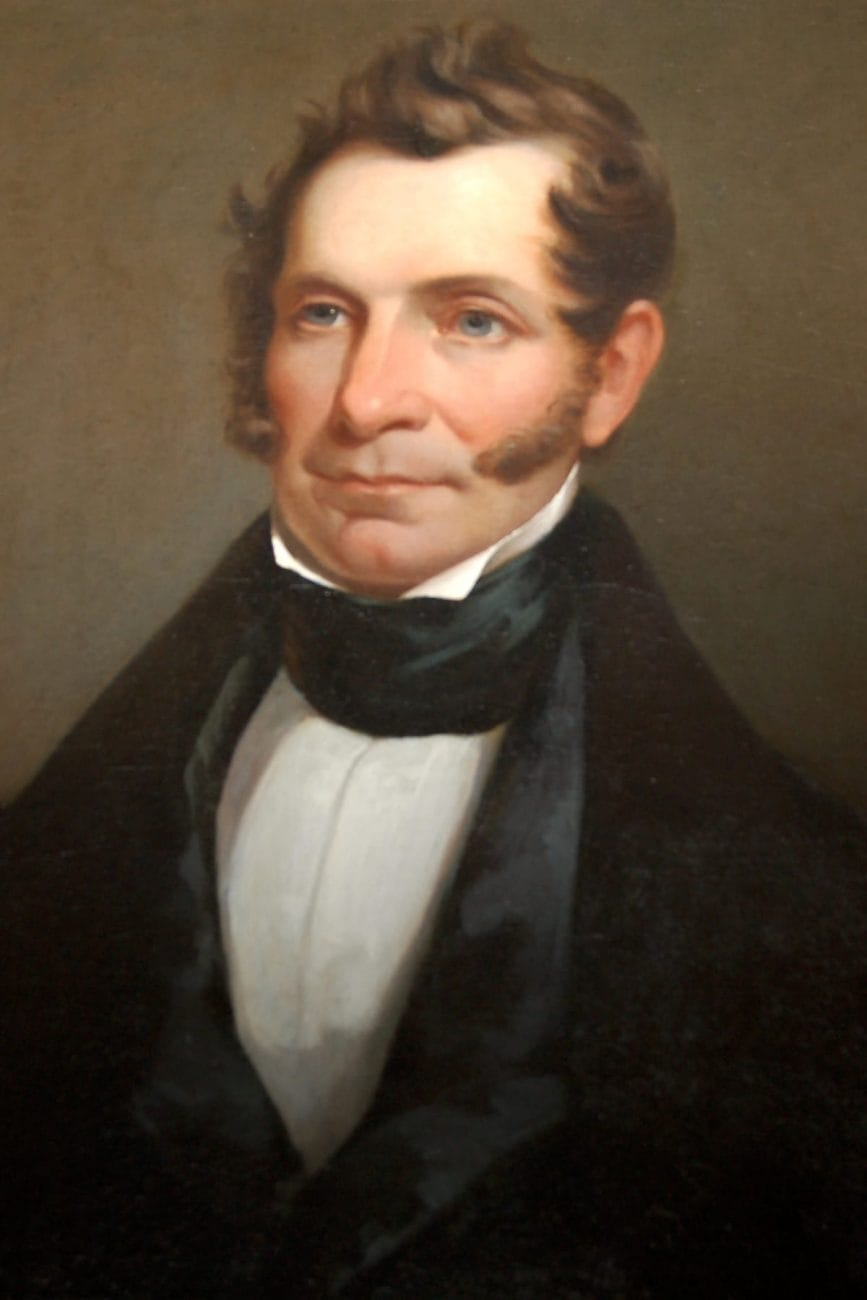
Gouverneur John Gayle, Gaines’ Auftraggeber

Gaines wurde 1832 zum Präsidenten der Niederlassung der State Bank of Alabama in Mobile gewählt und verlegte seinen Wohnsitz dorthin. Der Gouverneur Alabamas, John Gayle, beauftragte ihn, Obligationen zur Erhöhung des Kapitals der neuen Staatsbank zu verkaufen. Gaines reiste nach New York City und verhandelte über den Verkauf von Staatsobligationen im Wert von 3,5 Millionen Dollar. Er wurde im Anschluss daran bis ins Jahr 1838 als Präsident der Bank wiedergewählt.
Seine verschiedenen Geschäfte und Firmen unterhielt er bis in die 1840er, einen Teil seines Besitzes verkaufte er 1843 und etablierte ab 1845 auf dem Land seiner Frau in Perry County, Mississippi eine Rinderzucht. Er arbeitete in den Jahren von 1847 bis 1850 als Lobbyist der Mobile and Ohio Railroad in Alabama und Mississippi. Um 1856 erwarb er eine Plantage in Mississippi; er zog mit seiner Familie und Sklaven dorthin und gründete die Peachwood-Baumschule, in der er überwiegend Nutzpflanzen züchtete und verkaufte.
Gaines starb am 21. Januar 1873 auf seiner Plantage und wurde neben seiner Frau auf dem Friedhof in Peachwood bestattet.
Nach ihm ist die Stadt Gainesville in Alabama benannt.